# ASTRA (издание)
ASTRA — независимое русскоязычное и англоязычное интернет-издание, основанное 5 марта 2022 года журналисткой Анастасией Чумаковой. Издание специализируется на новостях, интервью и журналистских расследованиях.

## История
Издание было создано как реакция на усилившуюся военную цензуру в России после 24 февраля 2022 года и закрытие многих независимых медиа. По словам главного редактора Анастасии Чумаковой, проект был начат без стартового капитала, а журналисты изначально работали на волонтёрской основе, не получая зарплаты. Позже издание начало продавать рекламу и принимать пожертвования от читателей для обеспечения своей работы.
В 2024 году издание запустило полноценный сайт и расширило своё присутствие в других социальных сетях. 20 августа 2024 года сайт ASTRA был заблокирован на территории России, при этом причина блокировки официально не была объявлена.
1 апреля 2024 года редакция объявила о приостановке работы из-за финансовых трудностей, налогового давления и долгов. Главный редактор отметила слабую поддержку со стороны фондов и вынужденные меры экономии, включая её проживание в палатке. Однако спустя неделю издание возобновило работу благодаря поддержке читателей, которые помогли закрыть долги.
25 октября 2024 года издание ASTRA было внесено Министерством юстиции России в реестр «иностранных агентов».

## Тематика и публикации
ASTRA публикует материалы на русском и английском языках, специализируясь на срочных новостях, журналистских расследованиях, репортажах и интервью. Среди наиболее известных публикаций — расследование убийств и изнасилований, совершённых российскими военными в Киевской области, а также серия из пяти частей, посвящённая атаке на драматический театр в Мариуполе. ASTRA специализируется на расследованиях внесудебных расправ в российской армии. С начала полномасштабного вторжения России в Украину издание нашло и доказало существование 20 мест для удержания и пыток военных на оккупированных территориях Украины.
В частности, в августе 2024 года ASTRA опубликовала расследование про пытки российских военных командирами 5-й и 110-й бригад (в/ч 41698 и 42600), которые устроили настоящий «концлагерь» на территории заброшенной Петровской шахты в Донецке. Как выяснила ASTRA, именно там перед смертью военные из 5-й бригады пытали американского «военкора» Рассела Бентли. После публикации расследования источники редакции в ДНР и Ростове-на-Дону столкнулись с давлением.

## Оценки
В 2023 году ASTRA вошла в топ-5 самых цитируемых независимых русскоязычных СМИ по версии независимого агрегатора The True Story. Издание «Meduza» назвало ASTRA одним из самых быстрорастущих новых медиа.
Текст об изнасилованиях российскими военными в Киевской области выиграл премию «Редколлегия» в апреле 2022 года, а также был номинирован на премию True Story Award. Материалы ASTRA несколько раз номинировались на премию «Редколлегия».
Российский телеведущий и пропагандист Владимир Соловьёв осенью 2024 года призвал «посадить в тюрьму» журналистов ASTRA после публикации изданием новости о командире из 25-й бригады ВС РФ Алексее Ксенофонтове. В новости утверждалось, что Ксенофонтов в состоянии алкогольного опьянения отправил «десятки» российских военных в «смертельный штурм», а спустя месяц получил звание Героя России. Соловьёв обвинил ASTRA в работе на украинскую разведку. В ответ ASTRA опубликовала обращение жён военных, служивших под началом Ксенофонтова.

## Финансирование
Первоначально издание существовало на волонтёрских началах, но позже стало зарабатывать на рекламе и получать пожертвования. Финансовая поддержка читателей позволила ASTRA восстановить работу после кратковременной приостановки в 2024 году. 23 сентября 2023 года, спустя 1,5 года после открытия, издание публично сообщило своим читателям о получении первого гранта от некоммерческого фонда на сумму 14 000 евро. В сообщении сказано, что грант не накладывает на издание никаких условий, кроме продолжения работы.